# Albrecht Fölsing
Albrecht Fölsing (* 1940 in Bad Salzungen, Thüringen; † 8. April 2018 in Hamburg) war ein deutscher Physiker und Wissenschaftsjournalist. 

## Werdegang
Nach seinem Studium der Physik in Berlin, Philadelphia und Hamburg arbeitete er als wissenschaftliche Hilfskraft am Deutschen Elektronen-Synchrotron DESY. Von 1973 bis 2001 war er Leiter der Redaktion Wissenschaft/Natur/Umwelt beim NDR-Fernsehen und zuständig für Wissenschaftsmagazine wie „Prisma“ auf N3 und „Bilder aus der Wissenschaft“ bzw. „Globus“ in der ARD sowie für naturwissenschaftliche Dokumentationen und Tierfilme. 
Er schrieb diverse Biographien über bekannte Physiker. Für seine Einstein-Biographie betrieb er intensive Forschungsarbeiten in deutschen, Schweizer, amerikanischen und Jerusalemer Archiven. 2000 verlieh ihm das Institut für Geschichte der Naturwissenschaften, Mathematik und Technik der Universität Hamburg die Würde eines Ehrendoktors der Naturwissenschaften als Würdigung seiner besonderen Verdienste um die Geschichte der Naturwissenschaften. Sein Buch Der Mogelfaktor behandelt Betrug in der Wissenschaft.
Seine Ehefrau, Ulla Fölsing, studierte Volkswirtschaftslehre, Soziologie und Politikwissenschaft, arbeitet als freie Journalistin und schreibt unter anderem über Wissenschaftssoziologisches oder Kulturgeschichtliches. Sie schrieb u. a. eine Biographie über Marie Curie und über Wissenschaftlerinnen, die den Nobelpreis gewannen.

## Werke
- Albert Einstein: eine Biographie. Suhrkamp Verlag, 1993, ISBN 978-3-518-40489-8.
- Wilhelm Conrad Röntgen: Aufbruch ins Innere der Materie. Hanser Verlag, 1995, ISBN 978-3-446-18053-6.
- Heinrich Hertz: eine Biographie. Hoffmann und Campe, 1997, ISBN 978-3-455-11212-2.
- Galileo Galilei - Prozeß ohne Ende: eine Biographie. Piper, München 1983, ISBN 978-3-492-02771-7.
- Der Mogelfaktor: die Wissenschaftler und die Wahrheit. Rasch und Röhring, 1984, ISBN 978-3-89136-007-1.
- Albert Einstein: der Pazifist und die Bombe Film, Grünwald, 1985, Institut für Film und Bild in Wissenschaft und Unterricht

Als Herausgeber:
- Heinrich Hertz: Die Constitution der Materie: eine Vorlesung über die Grundlagen der Physik aus dem Jahre 1884. Springer, 1999, ISBN 978-3-540-64389-0.